# Boris Bede
Boris Bede (Tolone, 20 novembre 1989) è un giocatore di football americano francese, che gioca come kicker per gli Edmonton Elks.
Dopo aver giocato per due differenti squadre universitarie, nel 2015 si è trasferito ai canadesi Montreal Alouettes. Nel 2020 si è unito per due stagioni ai Toronto Argonauts, per poi passare dal 2024 agli Edmonton Elks.
È figlio di Alain Bédé, già membro della nazionale di calcio della Costa d'Avorio.

## Palmarès
- 1 Grey Cup (Toronto Argonauts: 2022)